# خادم كندي
خادم كندي (بالفارسية: خادم‌کندی) هي مستوطنة تقع في قسم تشاراويماق المركزي في إيران. يقدر عدد سكانها بـ 173 نسمة .